# Bertil Forsberg
Bertil Hugo Forsberg, född 24 april 1907 i Degerfors, död 12 januari 1941 i Stockholm, var en svensk musiker på piano och dragspel.

## Biografi
Bertil Forsberg föddes 24 april 1907 i Degerfors. Han var son till valsarbetaren Gustaf Forsberg och Emma Sofia Bergmark. Vid 6 års ålder började Forsberg spela inför publik och när han var 12 år fick han under en tid anställning i Norge. Forsberg flyttade sedan till Göteborg och fick anställning på olika platser i staden. Under den tiden spelade han för Ernst Rolf.
Han spelade på Grand Hôtel, Stockholm tillsammans med Dick de Pauw i slutet av 1920-talet. Efter det så åkte han med M/S Gripsholm till New York där han kom att arbeta på olika ställen i Amerika. Forsberg återvände till Sverige och spelade på Kaos i Håkan von Eichwalds orkester som grundades 1930. Han spelade sedan på Berns i Georg Enders orkester, som sedan togs över av kapellmästaren Nils Kyndel. Forsberg turnerade även i Danmark, Schweiz och Tyskland tillsammans med orkestrarna. Från 1936 på somrarna spelade han i orkestern på Grand Hotel Saltsjöbaden och på vintrarna med Frank Vernon och senare Nils Kyndel. Han avled 12 januari 1941 i Katarina församling, Stockholm.

## Filmografi
- 1933 – Kära släkten - pianist.[6]
- 1939 – Landstormens lilla Lotta - pianist.[6]